# The Midshipman
The Midshipman é um filme mudo estadunidense de 1925, do gênero drama romântico, dirigido por Christy Cabanne, e estrelado por Ramón Novarro. Ainda no começo de sua carreira, uma jovem Joan Crawford teve um papel não-creditado como uma motorista.

## Sinopse
James Randall (Ramón Novarro) é um veterano do segundo ano da Academia Naval e faz amizade com o plebeu Ted Lawrence (Wesley Barry). Em um baile da Academia, James conhece e se apaixona pela irmã de Ted, Patricia (Harriet Hammond), que está noiva de Basil Courtney (Crauford Kent), um rico réprobo. Courtney, com a intenção de afastar James e sua noiva, arma um plano com Rita (Pauline Key) para fazer Patricia desconsiderar as investidas de James. Então, na noite do grande baile, Rita vai até a guarita onde James está de plantão e combina de se encontrar com ele. No entanto, James acaba vendo Ted, que estava o substituindo no plantão, com Rita. Mesmo podendo denunciar seu amigo por violar as regras da Academia, James decide, em vez disso, renunciar; mas complicações chegam quando Courtney sequestra Patricia, e cabe somente a James salvá-la.

## Elenco
- Ramón Novarro como James Randall
- Harriet Hammond como Patricia Lawrence
- Wesley Barry como Ted Lawrence
- Margaret Seddon como Sra. Randall
- Crauford Kent como Basil Courtney
- Pauline Key como Rita
- Maurice Ryan como Fat
- Harold Goodwin como Tex
- William Boyd como Spud
- Joan Crawford como Motorista de Carro de Polícia (não-creditada)

## Produção

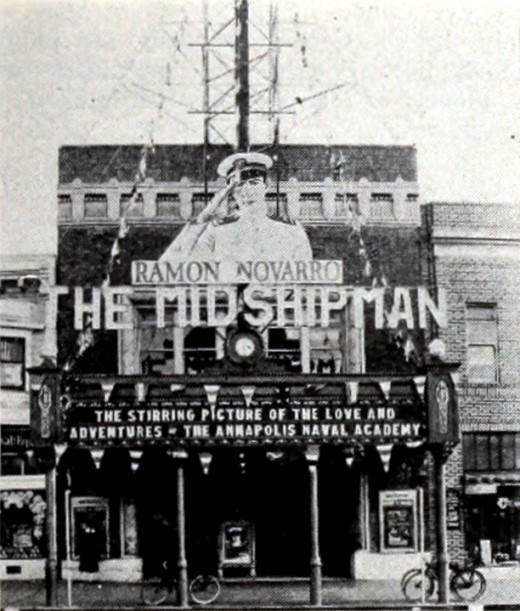
Exibição do filme no ano de seu lançamento, em Berkeley, na Califórnia.

Grande parte de "The Midshipman" foi filmado em locações na Academia Naval dos Estados Unidos, com a cooperação do Departamento da Marinha, que permitiu o uso da brigada de aspirantes como figurantes. Para a cena da formatura, Novarro recebe o diploma de Curtis D. Wilbur, o Secretário da Marinha na época.

## Preservação
Uma impressão do filme está preservada na coleção filmográfica do Museu George Eastman.